# Stegolepis guianensis
Stegolepis guianensis là một loài thực vật có hoa trong họ Rapateaceae. Loài này được Klotzsch ex Körn. miêu tả khoa học đầu tiên năm 1872.

## Hình ảnh

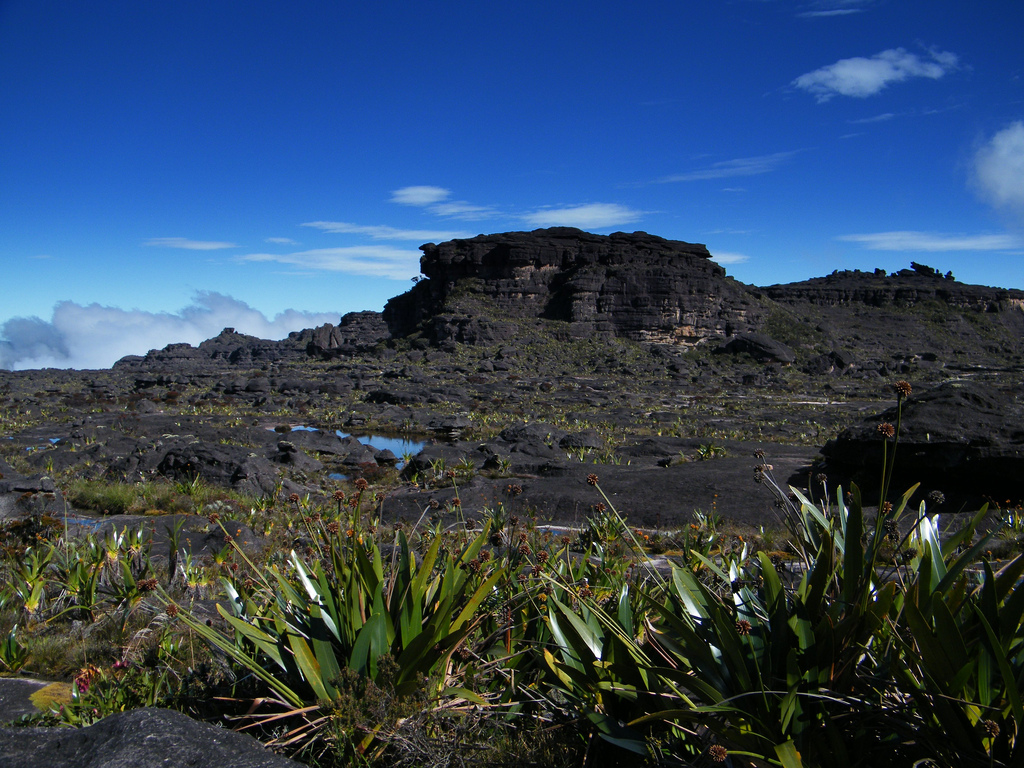
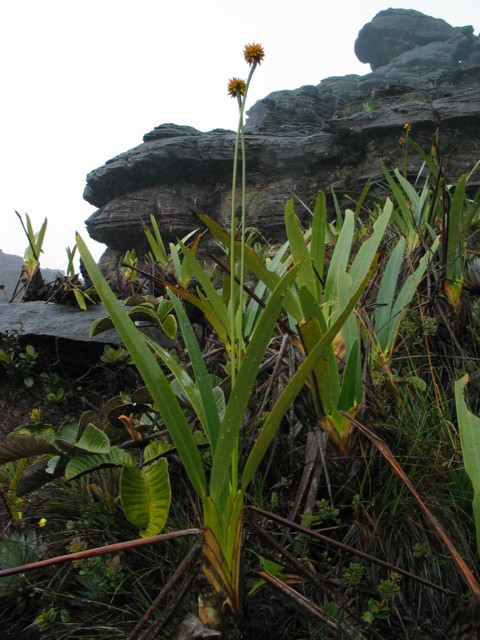
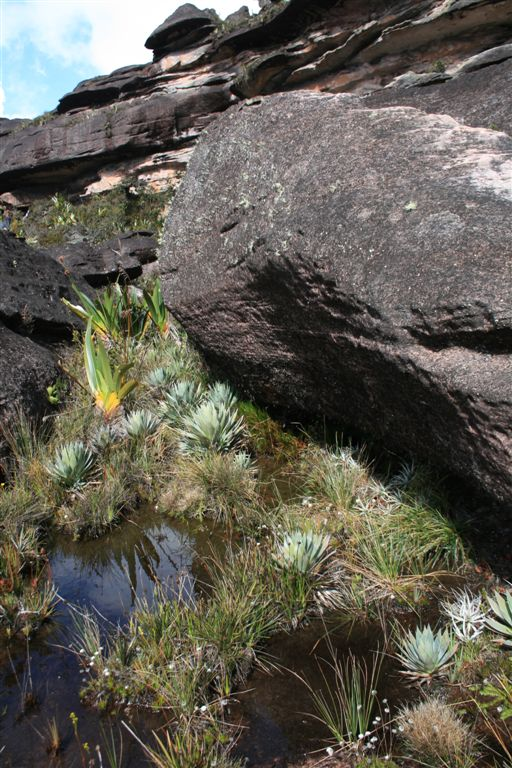
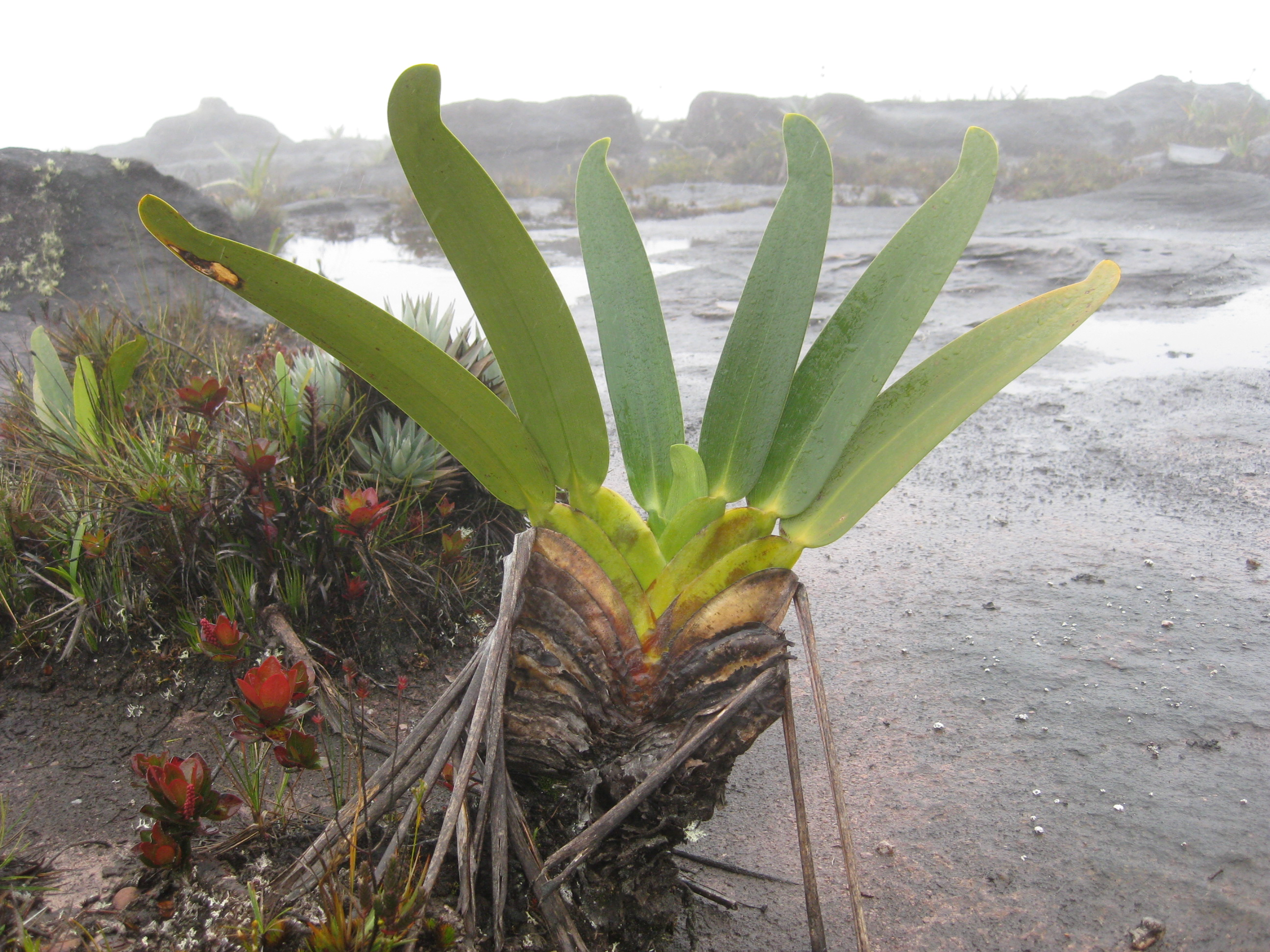